# ロイヤルウッド
ロイヤルウッドは、愛知県名古屋市に本社を置く住宅メーカーである。主な商品は、木造住宅「オーガニックハウス」と「RWオリジナルフリーシステム」である。